# Лазар Бошковић
Лазар Бошковић (18. септембар 1966) je један од сценариста Индексовог радио позоришта, новинар, сатиричар и публициста. Живи и ради у Београду, као маркетинг, PR и интернет консултант, интернет аутор и дигитални стратег.

## Професионална биографија
Медијску каријеру започео је 1987. као новинар "Indexa 202". Од 1989. до 1996. био је сценариста и реализатор Индексовог радио позоришта и аутор око 50 сценарија за радијске и ТВ емисије. Током 1992. био је сценариста ТВ серијала "Компромис" на НТВ Студио Б. Аутор је концепта и сценариста квиза "ИнКВИЗиција" за РТВ Црне Горе 1999. 
Прва маркетиншка знања стекао је 1992-93. у агенцији "Saatchi & Saatchi". Маркетинг агенцију "АгитПРОП", где је данас креативни директор, оснива 1993. Радио као маркетинг, PR и интернет консултант за више фирми и установа. Аутор је неколико монографија, туристичких водича и других публикација.
Сарадник је више сатиричних магазина током деведесетих година (Данга, Наша крмача, Бре).
После 2000. у Радио Indexu је био креативни директор и члан Управног одбора, потом и сувласник до 2009. Од 2006. до 2009. био је заменик председника Програмског одбора РТС-а.
Од 2001. до 2008. аутор је и уредник интернет портала www.beograd.rs и освојио је око 15 награда. Као аутор и уредник туристичког сајта www.tob.rs, 2002-2009. освојио је две награде.
Селектор и члан Савета "Б-линк" фестивала био је 2006. и 2007. Један је од суоснивача Регистра националног интернет домена Србије (РНИДС) 2006. Предавач је на семинарима "Интернет маркетинг" 2000, "Поглед из виртуелног света" 2008. и на едукативним програмима РНИДС-а о садржају на Интернету од 2015. Аутор је мултимедијалног пројекта "Теслина визија Интернета" 2012. У Организационом одбору интернет конференције ДИДС је од 2012. задужен за креативни концепт догађаја.
Члан УЕПС-а, НУНС-а, Друштва Србије за односе с јавношћу и Art Directors Cluba Србије. Налази се и у антологији српског маркетинга „Сведочанства о једном времену“, међу 88 домаћих и регионалних маркетиншких посленика. Пише за рачунарски часопис "PC press" и друге стручне онлајн медије. 
Аутор је Речника интернета и дигиталне комуникације (енглеско-српски), са 1000 појмова за савремени умрежени живот, издатог 2021, а бесплатно доступног у облику веб-сајта, дигиталне публикације и књиге. Друго издање Речника је књига са 1200 појмова за дигиталну писменост.
Аутор је концепта, текста и дизајна мултимедијалног пројекта "Тесла први замислио интернет", 2024. године, а чије су ретро илустрације настале помоћу генеративне вештачке интелигенције.
Аутор је Малог речника дигиталног маркетинга (енглеско-српски), са 100 најбитнијих појмова, који је у облику е-књиге бесплатно доступан на едукативној пословној платформи "Дигитална комуникација".

## Награде
- Годишња награда РТС за емисију Индексовог радио позоришта "Злобсток 92" - 1992.
- Оскар популарности - награда "Радио ТВ ревије" за најслушанију радијску емисију екипи Индексовог радио позоришта - 1991, 1992. и 1994.
- Специјална награда "Срђан Ђурић" за изузетан лични допринос у области комуникација - 2018.
- ProPR Globe Awards - 2020.
- Специјално признање УЕПС-а за најбољи издавачки пројекат из струке (штампана или е-књига) - 2021.